# Billie Holiday at Jazz at the Philharmonic
Billie Holiday at Jazz at the Philharmonic  från 1954 är ett livealbum med Billie Holiday.

## Låtlista
1. Body and Soul (Johnny Green/Edward Heyman/Robert Sour/Frank Eyton) – 3:24
2. Strange Fruit (Abel Meeropol) – 3:01
3. Trav'lin' Light (Trummy Young/Jimmy Mundy/Johnny Mercer) – 3:28
4. He's Funny That Way (Richard A. Whiting/Neil Moret) – 2:56
5. The Man I Love (George Gershwin/Ira Gershwin) – 3:04
6. Gee, Baby, Ain't I Good to You (Andy Razaf/Don Redman) – 2:19
7. All of Me (Gerald Marks/Seymour Simons) – 1:55
8. Billie's Blues (Billie Holiday) – 3:39

## Inspelningsdata
12 februari 1945 vid Jazz at the Philharmonic-konserten i Shrine Auditorium, Los Angeles (spår 1, 2)
3 juni 1946 i Carnegie Hall, New York (spår 5-8)
7 oktober 1946 vid Jazz at the Philharmonic-konserten i Shrine Auditorium, Los Angeles (spår 3, 4)

## Medverkande

### Spår 1, 2, 5–8
- Billie Holiday – sång
- Lester Young – tenorsax
- Illinois Jacquet – tenorsax
- George Auld – altsax
- Buck Clayton – trumpet
- Ken Kersey – piano
- Tiny Grimes – gitarr
- Al McKibbon – bas
- JC Heard – trummor

### Spår 3, 4
- Billie Holiday – sång
- Illinois Jacquet – tenorsax
- Trummy Young – trombon
- Howard McGhee – trumpet
- Ken Kersey – piano
- Barney Kessel – gitarr
- Charlie Drayton – bas
- Jack Mills – trummor